# (7070) 1994 YO2
(7070) 1994 YO2 (1994 YO2, 1990 QV, 1990 SK20, 1990 SY16, 1992 EP3) — астероїд головного поясу, відкритий 25 грудня 1994 року.
Тіссеранів параметр щодо Юпітера — 3,605.